# Giżyn (województwo wielkopolskie)
Giżyn (niem. Geischen) – wieś w Polsce położona w województwie wielkopolskim, w powiecie rawickim, w gminie Bojanowo.
Wieś śląska. W latach 1973–1976 w gminie Czernina. W latach 1975–1998 miejscowość administracyjnie należała do województwa leszczyńskiego oraz gminy Czernina.
Niemiecka nazwa – Geischen; przez kilka lat po II wojnie światowej używano nazwy Gajczyn.

## Historia
Pierwsze wzmianki o tej starej wsi leżącej w granicach historycznego Śląska pochodzą z XIII w. Wymieniona została jako GISINO w dokumentach papieża Klemensa IV. W owym czasie wieś płaciła dziesięciny klasztorowi trzebnickiemu. Pierwszy kościół wybudowano prawdopodobnie na początku XV w. Z tego bowiem okresu pochodzi pierwsza nota o tutejszym proboszczu katolickim, który zwał się – Johannes. W roku 1524 całe księstwo wołowskie, na terytorium którego leżał Giżyn przeszło na protestantyzm w związku z czym powstała tu parafia ewangelicka. Początkowo jako świątynia służył miejscowym ewangelikom kościół katolicki. Wzmianka o pierwszym pastorze pochodzi z roku 1634. Istniejący do dziś kościół pw. Narodzenia NMP to dawny zbór ewangelicki wybudowany w 1652 r. na miejscu kościoła katolickiego. Charakteryzuje się tradycyjnym jednoprzestrzennym układem. Budowla jest orientowana, drewnianej konstrukcji zrębowej i szachulcowej z podwaliną na niskiej podmurówce. Z zewnątrz kościół jest oszalowany deskami, a korpus budowli pokrywa dach dwuspadowy, gontowy konstrukcji krokwiowej. Długość wnętrza wynosi 21,5 m. Od północy przylega do niego zakrystia. Obok kościoła stoi drewniana dzwonnica konstrukcji słupowo-ramowej na rzucie prostokąta nakryta dachem czterospadowym, gontowym. Teren przy kościele był kiedyś cmentarzem. Wiszący w drewnianej wieży dzwon jest jednym z trzech odlanych w 1666 r. przez Lorenza Kockriza z Wrocławia. W inskrypcji dzwonu wymieniony został Książę Krystian – przedostatni przedstawiciel piastowskiej dynastii, zmarły w 1672 r. Dwa pozostałe dzwony przewieziono w latach 50. do Norderstedt koło Hamburga gdzie osiedlił się po II wojnie światowej ostatni giżyński pastor, Hugo Hischer. Nie wiadomo kiedy świątynię powiększono o boczne niskie nawy. Do początku lat 70. XX w. istniała chorągiewka sygnaturki, na której umieszczono datę remontu „1924” i być może w tym właśnie okresie je dobudowano. W roku 1945 świątynie przejęli katolicy. Podczas remontu w 1956 usunięto boczne balkony i wybielono wnętrze. Nie wiadomo co stało się z XVII-wiecznym ołtarzem znanym historykom sztuki tylko z fotografii. Obecny ołtarz pochodzi z nieistniejącego już zboru w Czerninie. Inskrypcja na nim umieszczona informuje, że fundatorem ołtarza była wdowa Martha Elżbieta Mevius z domu Bernhard. Ufundowała go w roku 1743. Z pierwotnego wyposażenia przetrwały m.in. świeczniki cynowe z 1784 r. oraz drewniany krucyfiks ołtarzowy z 1817. Kościół ten należy do nielicznych zachowanych przykładów budownictwa sakralnego na pograniczu śląsko-wielkopolskim. Powstał jako kościół ucieczkowy na terenach cieszących się swobodą wyznaniową.

## Zabytki
W rejestrze zabytków województwa wielkopolskiego znajdują się następujące obiekty zlokalizowane we wsi Giżyn:
- cmentarzysko – kultura łużycka
- dzwonnica drewniana przy kościele pw. NMP (Niepokalanego Poczęcia)
- kościół pw. Najświętszej Marii Panny z XVIII w.
- pastorówka
- zespół pałacowo-parkowy: 1. pałac, 2. park, 3. Zabudowania folwarczne, w tym: oficyna mieszkalno-gospodarcza, obora, spichlerz, stodoła.

Najbardziej reprezentacyjną budowlą tej wsi leżącej w zachodniej części gminy Bojanowo jest pałac. Od roku 1882 Giżyn należał do rodziny Huth. Władający nią do roku 1912 Otto sprzedał wieś swojemu zięciowi Gustawowi Engelhardowi. To właśnie on wraz ze swoją żoną, Dorotą z domu Huth w latach 1922–1923 wybudowali nową siedzibę, gdzie mieszkali do II wojny światowej. Architektura rezydencji wskazuje na silny związek ze środowiskiem wrocławskim lat 20. XX w. Widoczne są tendencje modernistyczne i ekspresjonistyczne. Autorami projektu byli dwaj architekci z Wrocławia, Klein i Wolf. Prawdopodobnie posłużyli się typowym projektem przystosowanym na potrzeby fundatora. Budowla jest murowana, piętrowa na rzucie prostokąta. Zwieńczona wysokim czterospadowym dachem. Dłuższe siedmioosiowe elewacje – frontową i tylną urozmaicają środkowe trzyosiowe pseudoryzality zwieńczone szczytami nawiązującymi do form neobarokowych. Okna parteru wyróżniają linearne nad- i podokienniki o uproszczonych formach barokowych. Elewację frontową podkreśla niski portyk o kamiennych filarach głównego wejścia. W przedsionku po bokach umieszczono na dwóch kamieniach herb właścicieli i datę „1922”. Główne wejście prowadzi przez niewielki westybuch do holu przed kominek z ozdobną metalową płytą. Klatka schodowa wyróżnia się pseudobarokową balustradą i częściowo zachowanym witrażem. Zespół zabudowań gospodarczych i budynek czworaków stanowi niejednolitą całość z końca XIX w. zmodernizowaną w 1920 r. W roku 1937 posiadłość Engelhardów liczyła 200 ha w tym 155,5 ha pól uprawnych, łąk i lasów. Ponadto w obrębie posiadłości znajdował się 2 hektarowy park oraz ogród o tej samej powierzchni. 4,5 hektara zajmowała uprawa szparagów. W majątku funkcjonowała cukrownia i młyn.

## Charakterystyka wsi
Giżyn to wieś średniej wielkości. Zabudowa obustronna wzdłuż drogi z właściwym przewietrzeniem. Droga przez wieś asfaltowa z nieregularnym poboczem, przez część wsi poprowadzony jednostronnie chodnik. Budynki mieszkalne jednokondygnacyjne – duże, w dobrym i średnim stanie technicznym, z czerwonej cegły lub otynkowane. Dachy dwuspadowe kryte dachówką. Zabudowa zagrodowa z czerwonej cegły, posiadająca niejednokrotnie ciekawe detale architektoniczne. Duża część budynków mieszkalnych zwrócona szczytami do drogi, niektóre posiadają wystawki. Nieliczne nowe domy. Jeden budynek wielorodzinny z lat 60. – obcy architekturze wiejskiej.

### Cegielnia
Na terenie wsi znajdują się zasoby surowców ilastych ceramiki budowlanej – złoża gliny, są one zagospodarowane i eksploatowane już od kilkudziesięciu lat przez zakład Cegielnia „Giżyn”. Zakład produkuje głównie cegłę.
Zabudowa cegielni w średnim stanie technicznym. Trzy kominy tworzą element dominujący. Zabudowa z czerwonej cegły. Obok cegielni zabudowa w ruinie – otoczenie zaniedbane. Dwa budynki wielorodzinne z lat 60. i 70. na otwartej przestrzeni.

### Żwirownie
W Giżynie znajdują się dwie kopalnie odkrywkowe żwiru i piasku. Pierwsza znajdująca się na drodze do Bronowa była aktywna do roku 1998, a druga w położona niedaleko końca wioski w stronę Czechnowa jest aktywna do dziś.